# Laurie Carretero
Laurie Carretero (født 3. november 1995 i Nîmes, Frankrig) er en kvindelig fransk håndboldspiller, der spiller i Brest Bretagne Handball i Division 1 Féminine, som målvogter.